# 轻音节
英语单词的轻音节属于英语单词四个音节（开音节、闭音节、轻音节、弱音节）之一。
英语单词的元音字母a、e、i、o、u有部分情况下会发 [i]音，如image中的a、begin中的e，该音节便是轻音节。
轻音节比开音节和闭音节要弱一点，又比弱音节要重一点，轻音既可看作重读也可作弱读。